# Becca (cantante)
Becca o Becca-chan, pseudonimo di Rebecca Emily Hollcraft, detta Bec (Portland, 9 maggio 1989), è una cantautrice statunitense.
Dal 2011 al 2015 è stata la vocalist del gruppo rock Stars in Stereo.

## Discografia parziale
Solista
- 2008 - Perfect Me (EP pubblicato in Giappone)
- 2008 - Turn to Stone (EP)
- 2008 - Alive!! (album in studio, prodotto da Meredith Brooks)
- 2010 - Kickin' & Screamin' (EP pubblicato negli Stati Uniti)

Con gli Stars in Stereo
- 2013 - Stars in Stereo
- 2014 - Leave Your Mark